# Chimizapagua
Chimizapagua fue un grupo colombiano de música andina popular en los inicios de los años 80.

## Historia
El grupo nació en 1976 cuando cinco estudiantes del conservatorio de la Universidad Nacional deciden crear un conjunto de música folklórica gracias a la orientación del profesor Guillermo Abadía Morales. El nombre de la agrupación es una palabra chibcha, elegida por los miembros del grupo que significa Enviado de Dios. En 1982 graban su primer LP Subiendo la montaña, que contiene uno de los temas clásicos del grupo Ojos Azules tema tradicional de los Andes. En ese mismo año realizan una gira por Ecuador, Perú y Bolivia. En 1984 graban su segundo LP Experiencia que incluye una excelente versión de La Guaneña, también por ese año representan a Colombia en el Festival de las culturas del mundo organizado en Paris Francia. A principios de los 90 el grupo original graba el último LP ya que en 1992 dos de los integrantes abandonan Chimizapagua para crear el dúo Madre Tierra. Para el disco Canto americano de 1992 se reemplaza a Luisa y Raúl por el músico José Dávila. En años posteriores se lanzan algunas compilaciones con los más destacados temas del grupo.
En 1996 Ián Flórez, Omar Flórez y William Morales crean el grupo Atusa el alma de Chimizapagua.
Cabe destacar en la música de Chimizapagua la influencia el maestro Huilense (San Agustín) José Hidrobo quien enseñó al grupo la chirimía, ritmo del sur occidente colombiano y la construcción de flautas.
El director Omar Flórez ha publicado algunos discos en solitario: Su majestad la quena, La quena Latinoaméricana, De viaje por Latinoamérica.
Chimizapagua es considerado uno de los mejores grupos de su género en Colombia y Sudamérica.

## Discografía

### Álbumes de estudio
- Subiendo la Montaña (1982)
- Experiencia (1984)
- Regreso a la tierra (1990)
- Canto americano (1992)

### Compilaciones
- Música de los andes (1993)
- Grandes Éxitos
- Lo mejor de la canción social - VA

## Integrantes
- Omar Flórez: Quena, charango, tiple, flauta de caña, voz, percusión
- Ian Flórez: Quena, zampoña, flauta traversa de caña
- Luisa Silva: Percusiones menores, voz
- William Morales: Guitarra, percusión
- Raul Cáceres: Zampoña, capador, percusión